# باسمة موسى
باسمة جمال محمد موسي أستاذة أكاديمية وطبيبة أسنان وناشطة حقوقية بهائية مصرية. تعمل أستاذاً لجراحة الفم والوجه والفكين بكلية طب أسنان بجامعة القاهرة. ولدت في بورسعيد لأبوين بهائيين، وتخرجت في كلية طب الفم والأسنان بجامعة القاهرة سنة 1981. تدافع عن حقوق الأقلية البهائية في مصر، إلى جانب حقوق المرأة والطفل والبيئة.

## وصلات خارجية
- منبر الرأي: اتهام زعيمة البهائيين في مصر بازدراء الأديان وممارسة شعائر محظورة
- كنانة أونلاين: حوار مع البهائية المعروفة الدكتورة باسمة محمد موسي
- باقة ورد (مدونة باسمة موسى)